# 威尔茅斯桥
威尔茅斯桥（英語：Wearmouth Bridge）是英国桑德兰的一座中承式钢架拱桥，跨越桑德兰的威尔河，是该河汇入北海前的最后一座桥。
现存的威尔茅斯桥是此处建造的第三座桥。第一座在1796年建成，之后在19世纪重建。

## 第一座威尔茅斯桥
第一座威尔茅斯桥于1796年落成，用做地基的石头从于1793年9月开始铺设。建设由Rowland Burdon议员赞助。按照当今桥上的铭牌，当年大桥的建成"被证明是桑德兰发展的催化剂"。之前在Monkwearmouth和Bishopwearmouth之间仅靠渡船的交通，最近的桥在Chester-le-Street。最初车辆和行人需要交纳过桥费，对行人的收费在1846年取消。
这是铁桥之后第二座铸铁制大桥，长度更是达到了240英尺，有铁桥的两倍之多，重量则只有其四分之三。当时，这是世界上单跨最长的桥梁。该桥在1796年8月9日投入使用，建造费用约£28,000。

## 1805年整修和1857年重建
日晒的热量导致一些横管脱落，该桥在1805年不得不进行整修。
从1857年到1859年该桥由Robert Stephenson进行了重建。桥被拆除到只剩六根铸铁骨架，桥墩被架高而消除了桥中间的拱起。1859年大桥重新开放。1885年过桥费被彻底取消。

## 现存的威尔茅斯桥
1927年，新桥开始建设以容纳日增的交通流量。新桥由Mott，Hay和Anderson设计。新桥围绕着旧桥建设，以便道路可以保持通行。新桥在1929年10月31日由约克公爵（也就是后来的乔治四世国王）。
建设的费用达到了£231,943，其中£12,000用于拆除旧桥。
相邻的铁路桥建于1879年，将Monkwearmouth的铁路向南延长到了桑德兰。
河的上游，是1909年建成的亚历山德拉皇后桥，连接Pallion和Southwick地区。